# Амгуньлаг
Амгуньлаг (Амгуньський виправно-трудовий табір) (рос. Амгуньский исправительно-трудовой лагерь) — концентраційний табір, що діяв в системі виправно-трудових установ СРСР (ГУЛАГ).

## Історія
Амгуньлаг був створений у 1946. Управління Амгуньлаг розташовувалося в селищі Старт, Хабаровського краю, а пізніше на станції Хурмулі Далекосхідної залізниці (нині однойменне селище в Хабаровському краї). В оперативному командуванні він підпорядковувався Амурському управлінню будівництва БАМ і будівництва 500.
Максимальна одноразова кількість ув'язнених могла становити понад 6500 осіб.
Амгуньлаг припинив своє існування в 1947.

## Виробництво
Основним видом виробничої діяльності ув'язнених було залізничне будівництво на ділянці БАМ — Комсомольськ-на-Амурі — Ургал.